# Vrijdag de 14e: Wake up call
Wake up call is een Nederlandse televisiefilm van 26 minuten uit 2003 van regisseur Mark de Cloe. De film is geproduceerd en uitgezonden als onderdeel van de serie Vrijdag de 14e van de VARA.

## Verhaal
Vijf jongeren maken er een hobby van om op straat confronterende filmpjes te maken "om de mensen wakker te schudden". Als tijdens een van die acties het zwemtalent Lana een dwarslaesie oploopt, valt haar droom (een groot zwemster te worden) in duigen. Ze ziet het leven niet meer zitten als ze alleen haar hoofd nog kan gebruiken. De andere vier vrienden staan voor een keuze: hoe steunen ze haar het beste?